# Records de Grenade d'athlétisme

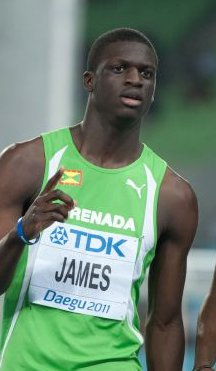
Kirani James détient les records nationaux du 200, 400 m et

Les records de Grenade d'athlétisme sont les meilleures performances réalisées par des athlètes grenadins et homologuées par Grenada Athletic Association (GAA).

## Plein air

### Hommes
| Épreuve              | Record | Athlète                                                            | Date            | Compétition                                      | Lieu            | Réf.  |
| -------------------- | --- | ------------------------------------------------------------------ | --------------- | ------------------------------------------------ | --------------- | ----- |
| 100 m                | 10 s 11 (+0,6 m/s) | Nazzio John                                                        | 20 mai 2023     | Championnats NCAA juniors                        | Hobbs           | [ 1 ] |
| 200 m                | 20 s 35 (+1,5 m/s) | Nazzio John                                                        | 20 mai 2023     | Championnats NCAA juniors                        | Hobbs           | [ 1 ] |
| 400 m                | 43 s 74 | Kirani James                                                       | 3 juillet 2014  | Athletissima                                     | Lausanne        | [ 2 ] |
| 800 m                | 1 min 48 s 28 | Nathan Hood                                                        | 14 avril 2022   | Bryan Clay Invitational                          | Azusa           |       |
| 1500 m               | 3 min 50 s 3 | Donald Pierre                                                      | 19 mars 1972    |                                                  | Pointe-à-Pierre |       |
| 3000 m               | 9 min 20 s 50 | Neilon Joseph                                                      | 20 avril 2003   | Jeux de la CARIFTA                               | Port-d'Espagne  | [ 3 ] |
| 5000 m               | 14 min 58 s 23 | Maurice Williams                                                   | 20 avril 1981   | Jeux de la CARIFTA                               | Nassau          | [ 4 ] |
| 10000 m              | 31 min 31 s 1 | Emerald Frederick                                                  | 8 mars 1991     |                                                  | Saint-Georges   |       |
| Marathon             | 2 h 46 min 50 | Findlay O'Neal                                                     | 4 juin 1995     |                                                  | Port of Spain   |       |
| 110 m haies          | 13 s 52 (+1,2 m/s) | Alleyne Lett                                                       | 6 juin 2007     | Championnats NCAA                                | Sacramento      |       |
| 400 m haies          | 49 s 51 | Shane Charles                                                      | 14 mai 2006     | Pac-10 Championships                             | Eugene          |       |
| 3000 mètres steeple  | |                                                                    |                 |                                                  |                 |       |
| Saut en hauteur      | 2,21 m | Paul Caraballo                                                     | 26 avril 1997   | Drake Relays                                     | Des Moines      |       |
| Saut à la perche     | 4,92 m | Lindon Victor                                                      | 25 avril 2021   |                                                  | Chula Vista     |       |
| Saut en longueur     | 8,09 m | Eugene Licorish                                                    | 5 mai 1989      |                                                  | Port of Spain   |       |
| Triple saut          | 17,49 m (0,0 m/s) | Randy Lewis                                                        | 22 mai 2008     |                                                  | São Paulo       |       |
| Lancer du poids      | 18,70 m | Josh Boateng                                                       | 3 mai 2019      | Lone Star Championships                          | Portales        |       |
| Lancer du disque     | 61,56 m | Josh Boateng                                                       | 28 avril 2022   | East Texas Quad                                  | Commerce        |       |
| Lancer du marteau    | 56,51 m | Kellon Alexis                                                      | 21 avril 2017   | Bobcat Twilight                                  | San Marcos      | [ 5 ] |
| Lancer du javelot    | 93,07 m (AR) | Anderson Peters                                                    | 13 mai 2022     | Doha Diamond League                              | Doha            | [ 6 ] |
| Décathlon            | 8 756 pts | Lindon Victor                                                      | 11-26 août 2023 | Championnats du monde                            | Budapest        | [ 7 ] |
| Décathlon            | 10 s 60 (+0,1 m/s) (100 m), 7,55 m (+1,0 m/s) (longueur), 15,94 m (poids), 2,02 m (hauteur), 48 s 05 (400 m) / 14 s 47 (+0,2 m/s) (110 m haies), 54,97 m (disque), 4,80 m (perche), 68,05 m (javelot), 4 min 39 s 67 (1 500 m) |                                                                    |                 |                                                  |                 |       |
| 20 km marche (route) | |                                                                    |                 |                                                  |                 |       |
| 50 km marche (route) | |                                                                    |                 |                                                  |                 |       |
| 4 x 100 m            | 40 s 13 | Grenade Andon Mitchell Bruce Swan Ferron McIntosh Aldin Alexander  | 5 juillet 2003  | Championnats d'Amérique centrale et des Caraïbes | Saint-Georges   |       |
| 4 x 400 m            | 3 min 04 s 27 | Grenade Joel Redhead Kirani James Josh Charles Rondell Bartholomew | 17 juillet 2011 | Championnats d'Amérique centrale et des Caraïbes | Mayagüez        |       |

### Femmes
| Épreuve              | Record | Athlète                                                                        | Date            | Compétition                                      | Lieu           | Réf.   |
| -------------------- | --- | ------------------------------------------------------------------------------ | --------------- | ------------------------------------------------ | -------------- | ------ |
| 100 m                | 11 s 18 (+0,9 m/s) | Sherry Fletcher                                                                | 23 juillet 2007 | Jeux panaméricains                               | Rio de Janeiro |        |
| 200 m                | 22 s 67 (+1,7 m/s) | Sherry Fletcher                                                                | 9 juin 2007     | Championnats NCAA                                | Sacramento     |        |
| 400 m                | 50 s 64 | Hazel-Ann Regis                                                                | 16 mai 2004     |                                                  | Oxford         |        |
| 800 m                | 1 min 59 s 60 | Neisha Bernard-Thomas                                                          | 1er mai 2010    | Jamaica Invitational                             | Kingston       | [ 8 ]  |
| 1 500 m              | 4 min 23 s 00 | Neisha Bernard-Thomas                                                          | 13 juin 2009    |                                                  | Waltham        |        |
| 3 000 m              | 10 min 08 s 2 | Geraldine McQueen                                                              | 31 mars 1991    | Jeux de la CARIFTA                               | Port of Spain  | [ 9 ]  |
| 5 000 m              | |                                                                                |                 |                                                  |                |        |
| 10 000 m             | |                                                                                |                 |                                                  |                |        |
| Semi-marathon        | 2 h 02 min 28 s | Kenisha Pascal                                                                 | 6 juillet 2003  | Championnats d'Amérique centrale et des Caraïbes | Saint-Georges  |        |
| Marathon             | 3 h 22 min 40 s | Jenifer Boca                                                                   | 4 novembre 1990 | Marathon de New York                             | New York       |        |
| 100 m haies          | 13 s 73 (+1,3 m/s) | Joniar Thomas                                                                  | 9 juin 2023     | Championnats NCAA                                | Austin         |        |
| 400 m haies          | 58 s 37 | Kishara George                                                                 | 29 mai 2004     |                                                  | Baton Rouge    |        |
| 3 000 mètres steeple | |                                                                                |                 |                                                  |                |        |
| Saut en hauteur      | 1,86 m | Patricia Sylvester                                                             | 11 juin 2013    | 3rd International Track and Field Games          | Toronto        | [ 10 ] |
| Saut à la perche     | |                                                                                |                 |                                                  |                |        |
| Saut en longueur     | 6,71 m (0,0 m/s) | Patricia Sylvester                                                             | 29 mars 2008    |                                                  | Atlanta        |        |
| Triple saut          | 14,06 m (-0,1 m/s) | Patricia Sylvester                                                             | 7 juin 2008     |                                                  | Athens         |        |
| Lancer du poids      | 18,33 m | Kelsie Murrell-Ross                                                            | 30 mars 2024    | Battle on the Bayou                              | Baton Rouge    | [ 11 ] |
| Lancer du disque     | 49,70 m | Sheba George                                                                   | 4 mai 2002      |                                                  | Storrs         |        |
| Lancer du marteau    | 58,85 m | Sheba George                                                                   | 5 mai 2002      |                                                  | Storrs         |        |
| Lancer du javelot    | 51,13 m | Candesha Scott                                                                 | 28 mars 2016    | Jeux de la CARIFTA                               | Saint-Georges  | [ 12 ] |
| Heptathlon           | 5 178 pts | Colleen Felix                                                                  | 21–22 mai 2009  | Championnats NJCAA                               | Hutchinson     | [ 13 ] |
| Heptathlon           | 14 s 31 (+1,9 m/s) (100 m haies), 1,61 m (hauteur), 12,82 m (poids), 26 s 08 (-1,8 m/s) (200 m) / 5,55 m (+1,1 m/s) (longueur), 45,68 m (javelot), 2 min 46 s 61 (800 m) |                                                                                |                 |                                                  |                |        |
| 20 km marche (route) | |                                                                                |                 |                                                  |                |        |
| 4 x 100 m            | 44 s 72 | Grenade Sherine Wells Janelle Redhead Kanika Beckles Trish Bartholomew         | 24 juin 2012    | Championnats de Trinité-et-Tobago                | Port-d'Espagne | [ 14 ] |
| 4 x 400 m            | 3 min 32 s 99 | Grenade Kishara George Neisha Bernard-Thomas Jackie-Ann Morain Hazel-Ann Regis | 6 juillet 2003  | Championnats d'Amérique centrale et des Caraïbes | Saint-Georges  |        |